# Xã Mazeppa, Quận Grant, Nam Dakota
Xã Mazeppa (tiếng Anh: Mazeppa Township) là một xã thuộc quận Grant, tiểu bang Nam Dakota, Hoa Kỳ. Năm 2010, dân số của xã này là 112 người.